# (1916) Борей
(1916) Борей (др.-греч. Βορέας) — небольшой околоземный астероид из группы Амура (III), который входит в состав семейства Алинды. Он был открыт 1 сентября 1953 года американским астрономом Сильвеном Ареном в обсерватории Уккел и назван в честь древнегреческого бога северного ветра Борея.

Орбита астероида Борей и его положение в Солнечной системе
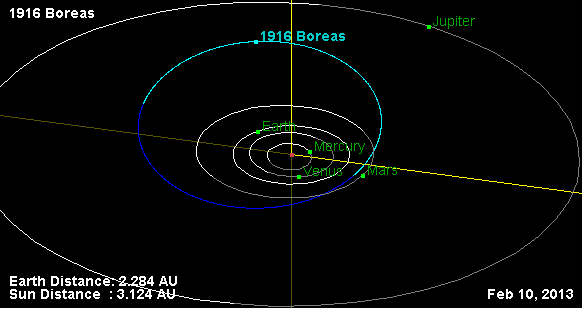
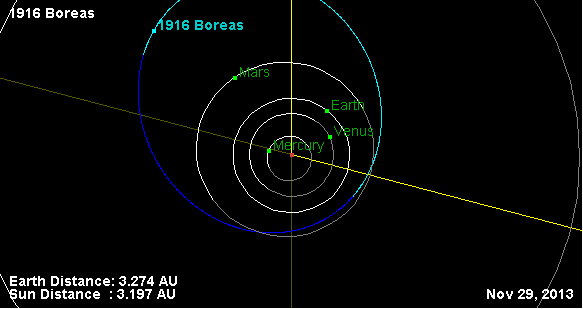